# Municipio de Hamilton (condado de Hamilton)
El municipio de Hamilton (en inglés: Hamilton Township) es un municipio ubicado en el condado de Hamilton en el estado estadounidense de Iowa. En el año 2010 tenía una población de 202 habitantes y una densidad poblacional de 2,16 personas por km².

## Geografía
El municipio de Hamilton se encuentra ubicado en las coordenadas 42°20′23″N 93°45′26″O / 42.33972, -93.75722. Según la Oficina del Censo de los Estados Unidos, el municipio tiene una superficie total de 93.71 km², de la cual 93,71 km² corresponden a tierra firme y (0 %) 0 km² es agua.

## Demografía
Según el censo de 2010, había 202 personas residiendo en el municipio de Hamilton. La densidad de población era de 2,16 hab./km². De los 202 habitantes, el municipio de Hamilton estaba compuesto por el 99,01 % blancos, el 0,5 % eran asiáticos y el 0,5 % eran de una mezcla de razas. Del total de la población el 0 % eran hispanos o latinos de cualquier raza.